# Indigo Lake
Pour les articles homonymes, voir Indigo (homonymie).
Indigo Lake est un lac d'Alaska aux États-Unis, situé  dans l'Archipel Alexandre sur la côte ouest de l'Île Baranof, à 16 kilomètres de Sitka.
Son nom lui a été donné en 1954 par Robert N. DeArmond, habitant de Sitka, à cause de la couleur indigo de ses eaux. Ce lac a une forme quasiment circulaire, d'environ 1,5 kilomètre de diamètre maximum et est entouré de hautes falaises verticales. Il est très dangereux, voire impossible, d'accéder à la surface du lac.